# Junot Díaz
Junot Díaz (Santo Domingo, 1968. december 31. –) dominikai-amerikai író, a Massachusetts Institute of Technology kreatív írás professzora, a Boston Review korábbi szépirodalmi szerkesztője. Emellett tagja a Freedom University tanácsadó testületének, egy georgiai önkéntes szervezetnek, amely dokumentumokkal nem rendelkező bevándorlóknak nyújt középiskola utáni oktatást. Díaz munkásságának középpontjában a bevándorlói, különösen a latin-amerikai bevándorlói tapasztalat áll.
Díaz a Dominikai Köztársaságban, Santo Domingóban született, de hatéves korában családjával New Jerseybe vándorolt. A Rutgers Egyetemen szerzett bölcsészdiplomát, és nem sokkal a diploma megszerzése után megalkotta „Yunior” karakterét, aki több későbbi könyvének narrátora volt. Miután a Cornell Egyetemen megszerezte az MFA fokozatot, Díaz kiadta első könyvét, az 1995-ös Drown című novelláskötetet.
2008-ban Pulitzer-díjat kapott Oscar Wao rövid, de csodálatos élete című regényéért, 2012-ben pedig megkapta a MacArthur Fellowship „Genius Grant” ösztöndíját.

## Fiatalkora
1968. december 31-én született a Dominikai Köztársaságban, Santo Domingóban, Rafael és Virtudes Díaz gyermekeként. Hét testvére közül ő volt a harmadik gyermek. Kisgyermekkora nagy részében édesanyjával és nagyszüleivel élt, míg édesapja az Egyesült Államokban dolgozott. 1974 decemberében a New Jersey állambeli Parlinba költözött, ahol újra együtt lett apjával. Ott élt kevesebb mint egy mérföldre attól a helytől, amelyet ő úgy jellemzett, mint „New Jersey egyik legnagyobb szemétlerakója”.
Díaz a Madison Park Általános Iskolába járt, és mohó olvasó volt, gyakran négy mérföldet gyalogolt, hogy könyveket kölcsönözzön a közkönyvtárból. Ebben az időben Díaz-t lenyűgözték az apokaliptikus filmek és könyvek, különösen John Christopher munkái, a Majmok bolygója eredeti filmjei és a BBC A sötétség pereme című minisorozat. Felnőttként Díaz nagy küzdelmet folytatott az angol nyelv elsajátításával. Megjegyzi, hogy ez „nyomorúságos élmény” volt számára, különösen azért, mert úgy tűnt, hogy az összes többi testvére „hónapok alatt elsajátította a nyelvet; bizonyos szempontból úgy tűnt, hogy egyik napról a másikra”. Ahogy az iskolája felfigyelt erre, családjával felvették a kapcsolatot, és hamarosan speciális oktatásban részesült, hogy több forrást és lehetőséget biztosítsanak számára a nyelvtanuláshoz.
1987-ben érettségizett a New Jersey állambeli Old Bridge Townshipben található Cedar Ridge középiskolában (ma Old Bridge High School), bár csak évekkel később kezdett el hivatalosan írni.

## Pályafutása
Díaz egy évig járt a Kean College-ba a New Jersey állambeli Unionban, mielőtt átiratkozott, és végül 1992-ben angol szakon diplomázott a Rutgers University-New Brunswick egyetemen; ott részt vett a Demarest Hallban, egy kreatív írással, életvitelszerű tanulással foglalkozó kollégiumban, valamint különböző diákszervezetekben. Olyan szerzőkkel találkozott, akik motiválták, hogy íróvá váljon: Toni Morrison és Sandra Cisneros. A főiskola alatt úgy dolgozott, hogy biliárdasztalokat szállított, mosogatott, benzint pumpált, és a Raritan River Steel-nél dolgozott. Egy 2010-ben készült interjú során elmesélte, hogyan nőtt fel Amerikában, és hogyan dolgozta végig az egyetemet:
Nyugodtan mondhatom, hogy láttam az Egyesült Államokat alulról felfelé... Lehet, hogy egyénként sikertörténet vagyok. De ha megigazítjuk a gombot, és visszavesszük egy fokozattal a családi egységre, azt mondanám, hogy a családom sokkal bonyolultabb történetet mesél el. Két gyerek történetét a börtönben. Hatalmas szegénységről, óriási nehézségekről mesél.
Drown (1996) című novelláskötetének átható témája az apa hiánya, ami Diaz saját apjával való feszült kapcsolatát tükrözi, akivel már nem tartja a kapcsolatot. Amikor Diaz egyszer egy dominikai újságban megjelentetett egy cikket, amelyben elítélte az ország haitiakkal szembeni bánásmódját, apja levelet írt a szerkesztőnek, amelyben azt írta, hogy a cikk írójának „haza kellene mennie Haitire”.
A Rutgers Egyetem elvégzése után Díaz a Rutgers University Pressnél dolgozott szerkesztőségi asszisztensként. Ebben az időben alkotta meg először Yunior kvázi önéletrajzi karakterét is egy történetben, amelyet Díaz az 1990-es évek elején az MFA-programjára való jelentkezése részeként használt. A karakter későbbi munkáinak nagy részében, köztük a Drown és a This Is How You Lose Her (2012) című regényekben is fontos szerepet játszott. Yunior munkásságának középpontjába került, Diaz később így nyilatkozott: „A Drown óta az volt az elképzelésem, hogy hat vagy hét könyvet írok róla, amelyek egy nagy regényt alkotnak”. Díaz 1995-ben szerzett MFA diplomát a Cornell Egyetemen, ahol első novelláskötetének nagy részét is írta.
Díaz kreatív írást tanít a Massachusetts Institute of Technology-n, mint a Rudge and Nancy Allen Professor of Writing és a Boston Review szépirodalmi szerkesztője volt. Aktívan tevékenykedik a dominikai-amerikai közösségben, és alapító tagja a Voices of Our Nation Művészeti Alapítványnak, amely a színes bőrű írókra összpontosít. 2009-ben a Wesleyan Egyetem Millet Writing Fellow-ja volt, és részt vett a Wesleyan Distinguished Writers Series sorozatában.

## Magánélete
Párkapcsolatban él Marjorie Liu írónővel.

## Munkái

### 1994–2004: Korai művei és aDrown
Novellái megjelentek a The New Yorker magazinban, amely a 21. század 20 legjobb írója közé sorolta. Publikált a Story, a The Paris Review, az Enkare Review folyóiratokban, valamint a The Best American Short Stories című antológiákban (1996, 1997, 1999, 2000, 2013), a The PEN/O. Henry Prize Stories (2009) és az African Voices című kötetekben. Legismertebb két fő műve: a Drown (1996) című novelláskötet és a The Brief Wondrous Life of Oscar Wao (2007) című regény. A kritikusok mindkettőt elismeréssel fogadták, és az utóbbival elnyerte a 2008-as szépirodalmi Pulitzer-díjat. Maga Diaz úgy jellemezte írói stílusát, mint „New Jersey és a Dominikai Köztársaság engedetlen gyermeke, ha ez egyáltalán elképzelhető túl sok műveltséggel”.
Díaz megkapta az Eugene McDermott-díjat, a John Simon Guggenheim Memorial Foundation ösztöndíját, a Lila Wallace Reader's Digest Writers-díjat, a 2002-es PEN/Malamud-díjat, a National Endowment for the Arts 2003-as amerikai-japán alkotói ösztöndíját, a Harvard Egyetem Radcliffe Institute for Advanced Study ösztöndíját és az Amerikai Művészeti és Irodalmi Akadémia római díját. A bogotái World Book Capital és a Hay Fesztivál a 39 legfontosabb 39 év alatti latin-amerikai író közé választotta.
A Drown című kötet történetei a tizenéves elbeszélő elszegényedett, apátlan fiatalkorára koncentrálnak a Dominikai Köztársaságban, és arra, hogy hogyan alkalmazkodik új életéhez New Jerseyben. A kritikák általában erősek voltak, de nem voltak panaszmentesek. Díaz kétszer olvasott fel a PRI This American Life: „Edison, New Jersey” című műsorának 1997-ben és „How to Date a Brown Girl (Black Girl, White Girl, or Halfie)” 1998-ban. Kiadta a „Drown” spanyol fordítását is, Negocios címmel. A 2007-ben megjelent regénye (The Brief Wondrous Life of Oscar Wao) érezhetően újraértékelte Díaz korábbi munkásságát. A Drownt – tíz évvel az első megjelenése után – széles körben elismerték a kortárs irodalom fontos mérföldkövének, még azok a kritikusok is, akik vagy teljesen figyelmen kívül hagyták a könyvet, vagy rossz kritikákat írtak róla.

### 2005–11:The Brief Wondrous Life of Oscar Wao
A The Brief Wondrous Life of Oscar Wao (Oscar Wao rövid, de csodálatos élete) 2007 szeptemberében jelent meg. Michiko Kakutani, a New York Times kritikusa úgy jellemezte Díaz írását a regényben, mint „a spanglish egyfajta utcai nyelvjárása, amelyet még a legegynyelvűbb olvasó is könnyen beszívhat: sok villanó szó és káprázatos beszéd, sok testbeszéd a mondatokban, sok David Foster Wallace-féle lábjegyzet és mellékmondat. És látszólag könnyed könnyedséggel idézi meg a két világot, amelyben a szereplői élnek: a Dominikai Köztársaságot, a kísértetjárta szülőföldet, amely rémálmaikat és álmaikat formálja; és Amerikát (alias New Jersey), a szabadság, a remény és a nem túl fényes lehetőségek földjét, ahová a nagy dominikai diaszpóra részeként menekültek. Díaz így nyilatkozott a regény főhőséről: „Oscar az összes olyan kockafej keveréke volt, akikkel együtt nőttem fel, akik nem rendelkeztek a férfias kiváltságok különleges tartalékával. Oscar volt az, aki én lettem volna, ha nem lett volna az apám vagy a bátyám, vagy a saját harci hajlandóságom, vagy a saját képtelenségem, hogy könnyen beilleszkedjek bármilyen kategóriába.”. Elmondása szerint értelmes és találó kapcsolatot lát a sci-fi és/vagy az epikus irodalmi műfajok és a sokrétű bevándorlói tapasztalat között.
A Time kritikusa, Lev Grossman azt írta, hogy Díaz regénye „olyan elképesztően nagyszerű, hogy a nehézsúlyúakkal – Richard Russo, Philip Roth – zsúfolt őszi versenyben Díaz jó eséllyel indul a mezőny élén”. Nevezhetnénk az Oscar Wao rövid csodálatos életét ... egy bevándorló család sagájának, de ez nem lenne igazságos. Ez egy bevándorlócsalád-saga azoknak, akik nem olvasnak bevándorlócsalád-sagákat.” 2007 szeptemberében a Miramax megvásárolta a The Brief Wondrous Life of Oscar Wao filmadaptációjának jogait.
A Pulitzer-díj mellett a The Brief Wondrous life of Oscar Wao elnyerte a John Sargent Sr. First Novel Prize, a National Book Critics Circle Award for Fiction of 2007, az Anisfield-Wolf Book Award, a 2008-as Dayton Literary Peace Prize, a 2008-as Hurston/Wright Legacy Award és a Massachusetts Book Awards Fiction Award 2007-es díját. Díaz elnyerte a James Beard Alapítvány MFK Fisher Distinguished Writing Award díját is a „He'll Take El Alto” című cikkéért, amely a Gourmet 2007. szeptemberi számában jelent meg. A regényt a Time és a New York Magazine is a 2007-es év legjobb regényének választotta. A St. Louis Post-Dispatch, a Los Angeles Times, a Village Voice, a Christian Science Monitor, a New Statesman, a Washington Post és a Publishers Weekly oldalain is felkerült a „2007 legjobbjai” listájára, amely 35 kiadványt tartalmazott. A regény a Modern Language Association 2008-as San Franciscó-i konferenciáján egy panelbeszélgetés témája volt. A Stanford Egyetem 2012-ben szimpóziumot szentelt Junot Díaznak, ahol vezető amerikai latin/amerikai tanulmányokkal foglalkozó tudósok kerekasztal-beszélgetésen kommentálták alkotói munkásságát és aktivizmusát.
2010 februárjában Díaz írótársak bátorításához való hozzájárulását elismerték, amikor Maxine Hong Kingston és M.L. Liebler költő mellett neki ítélték oda a Barnes & Noble Writers for Writers díját.

### 2012–től napjainkig:This Is How You Lose Herés más munkák
2012 szeptemberében adott ki egy novellagyűjteményt This Is How You Lose Her (Így veszíted el) címmel. A gyűjtemény 2012. október 10-én bekerült a 2012-es Nemzeti Könyvdíj döntőjébe. Keith Meatto főszerkesztő a Frontier Psychiatrist című online művészeti és kulturális folyóiratban megjelent kritikájában a következőket írta a könyvről: „Bár a This Is How You Lose Her minden bizonnyal előmozdítja Diaz irodalmi karrierjét, de a szerelmi életét megnehezítheti. Az olvasó számára a gyűjtemény felveti a nyilvánvaló kérdést, hogy mit tennél, ha a szeretőd megcsalna, és két nem kevésbé kihívó kérdést is implikál: Hogyan találod meg a szerelmet, és hogyan teheted tartósabbá?”
Egy recenzens ezt írta: „A This Is How You Lose Her történetei, amelyek egyszerre vidámak és lesújtóak, harsányak és gyengédek, feltárják túlságosan emberi szívünk végtelen vágyakozását és elkerülhetetlen gyengeségeit. Megragadják az új szenvedély hevét, a vakmerőséget, amellyel eláruljuk azt, amit a legjobban becsülünk, és a kínzást, amelyen keresztülmegyünk – "a könyörgés, az üvegen mászkálás, a sírás" –, hogy megpróbáljuk helyrehozni azt, amit jóvátehetetlenül összetörtünk. Felidézik azokat a visszhangokat, amelyeket az intimitás hagy maga után, még ott is, ahol azt hittük, hogy nem érdekel minket... Leginkább arra emlékeztetnek ezek a történetek, hogy a szenvedély szokása mindig győzedelmeskedik a tapasztalat felett, és hogy "a szerelem, amikor igazán eltalál bennünket, örökké tart a felezési ideje".”
2012-ben Diaz 500 000 dolláros MacArthur "Genius grant" díjat kapott. Azt mondta: „Azt hiszem, két napig szótlan voltam”, és „elképesztőnek” és „észbontó megtiszteltetésnek” nevezte.
Az Oscar Wao után Diaz elkezdett dolgozni egy második regényen, egy tudományos-fantasztikus eposzon, Monstro munkacímmel. Korábban kétszer is próbálkozott tudományos-fantasztikus regény megírásával az Oscar Wao előtt, korábbi erőfeszítése a műfajban „Shadow of the Adept, egy távoli jövőbeli regény Gene Wolfe The Shadow of the Torturer jegyében és Dark America, Akira ihlette posztapokaliptikus rémálom” továbbra is hiányos és kiadatlan. A Wirednek adott interjújában kifejtette, hogy a sci-fi vonzereje számára az, hogy a sci-fi úgy küzd a hatalom gondolatával, ahogy más műfajok nem: „Nem láttam, hogy a mainstream, irodalmi, realista fikció a hatalomról, a diktatúráról beszélne, az emberek szaporodásának következményeiről beszélünk, ami persze a Karib-térségben soha nincs messze.” A New York Magazine-nak adott interjújában a This Is How You Lose Her megjelenése előtt Diaz elárulta, hogy a folyamatban lévő regény „egy 14 éves "Dominican York" lányról szól, aki megmenti a bolygót a teljes apokalipszistől”, de arra is figyelmeztetett, hogy a regény soha nem készülhet el: „Még csak a regény első részénél vagyok, szóval nem igazán jutottam el az evéshez” – mondja –, „és meg kell ennem pár várost, mielőtt azt hiszem, hogy a dolog valóban beindul.” 2015 júniusában úgy tűnit, hogy a folyamatban lévő regényt felhagyta – a Words on a Wire-nek adott 2015. júniusi interjúban, amikor a Monstro-val kapcsolatos fejleményről kérdezték, Diaz azt mondta: „Igen, már nem írom azt a könyvet...".
Diaz első gyerekkönyve, az Islandborn (Szigetlakó) 2018. március 13-án jelent meg. A történet egy Lola nevű afro-latina lányról szól, aki visszatér, emlékeket gyűjteni származási országából, a Dominikai Köztársaságból.
Saját írásaival kapcsolatban Diaz azt mondta: „Kétféle író létezik: akik más íróknak írnak, és akik az olvasóknak írnak", és hogy írás közben inkább az olvasóit tartja szem előtt, mivel azok nagyobb valószínűséggel fogják elnézni a hibáit, és készséges résztvevőként viselkednek a történetben, ahelyett, hogy aktívan kritizálnák az írásait.
Egy 2015 januári amerikai kritikusok közvélemény-kutatása Díaz Oscar Wao rövid, de csodálatos élete című művét „a 21. század máig legjobb regényének” nevezte. 2017 februárjában Diazt hivatalosan is beiktatták az Amerikai Művészeti és Irodalmi Akadémiára.

## Aktivizmus és érdekérvényesítés
Díaz számos New York-i közösségi szervezetben tevékenykedett, a Pro-Libertad-tól kezdve a kommunista Dominikai Munkáspárton (Partido de los Trabajadores Dominicanos) át az Unión de Jóvenes Dominicanos („Dominikai Ifjúsági Unió”) szervezetig. Kritikusan nyilatkozott az Egyesült Államok bevándorlási politikájáról. Díaz írótársával, Edwidge Danticat-tal közösen a The New York Timesban közölt egy véleménycikket, amelyben elítélte a dominikai kormány által a haitiak és a dominikai haitiak deportálását.
Díaz kritikájára válaszul a Dominikai Köztársaság New York-i főkonzulja „dominikaellenesnek” nevezte Díaz-t, és visszavonta a Dominikai Köztársaság által 2009-ben neki odaítélt Érdemrendet.
2010. május 22-én bejelentették, hogy Díaz-t beválasztották a Pulitzer-díj 20 tagú zsűrijébe. Díaz „rendkívüli megtiszteltetésnek” nevezte kinevezését, és azt a tényt, hogy ő az első latin származású, akit a testületbe neveztek ki.
2014 szeptemberétől a DREAM Project tiszteletbeli elnöke, amely egy non-profit oktatási program a Dominikai Köztársaságban.

## Bántalmazó magatartással kapcsolatos vádak
2018 májusában Zinzi Clemmons írónő nyilvánosan szembesült Díazzal, azt állítva, hogy egyszer erőszakkal sarokba szorította és megcsókolta őt. Más nők, köztük Carmen Maria Machado és Monica Byrne írónők a Twitteren reagáltak a Díaz által elkövetett szóbeli bántalmazásokról szóló saját beszámolóikkal. Alisa Valdes írónő néhány évvel korábban írt egy blogbejegyzést, amelyben Díaz „nőgyűlölő bántalmazását” állította; azt mondta, hogy megdorgálták, amiért egy latin-amerikai szerzőtársát támadta, amikor korábban felhívta a figyelmet Díaz viselkedésére.
Az irodalmi és feminista körök megosztottak Díaz támogatói és vádlói között. Különös vitát váltott ki az a kérdés, hogy a szexuális zaklatással kapcsolatos panaszokat a vádlott faji vagy etnikai hovatartozásától függően hogyan lehet eltérően kezelni. Néhány héttel Clemmons állításai előtt Díaz megjelentetett egy esszét a The New Yorkerben, amelyben elmesélte, hogy nyolcéves korában megerőszakolták, és hogy ez milyen hatással volt későbbi életére és kapcsolataira. Az esszét egy olvasónak címezte, aki egyszer megkérdezte tőle, hogy bántalmazták-e. Azt írta, hogy a gyermekkorában átélt bántalmazás miatt később másoknak is ártott. Míg az esszét sokan őszintének és bátornak nevezték, mások azzal vádolták Díaz-t, hogy megpróbálja eloszlatni a saját viselkedésével kapcsolatos vádakat.
Rebecca Walker írónő, valamint akadémikusok egy csoportja, köztük a Harvard és a Stanford egyetemek oktatói a The Chronicle of Higher Education című laphoz eljuttatott nyílt levélben tiltakoztak a vádakra adott médiaválasz ellen, mondván, hogy az „teljes körű médiakampánynak” felel meg. Bár nem utasították el a vádakat, óva intettek az ügy „kritikátlan” és „szenzációhajhász” kezelésétől, amely szerintük megerősítheti a feketékről és a latinokról mint szexuális ragadozókról alkotott sztereotípiákat. Linda Martín Alcoff, a Hunter College filozófiaprofesszora a The New York Timesban írt egy esszét, amelyben a Díaz ellen felhozott szexuális zaklatási vádakat egy nagyobb politikai kontextusba helyezte, és arról írt, hogy „kritikát kell megfogalmazni a szexuális viselkedés konvencióival szemben, amelyek rendszerszintű szexuális visszaéléseket eredményeznek”.
Az MIT, ahol Díaz kreatív írást tanít, később bejelentette, hogy vizsgálatuk nem tárt fel semmilyen bizonyítékot a szabálysértésre. A Boston Review szerkesztői is bejelentették, hogy Díaz marad a magazinnál, azt írva, hogy a vádakból hiányzik „az a fajta súlyosság, ami a #MeToo mozgalmat élénkítette”. Mindkét döntést kritika érte; a magazin versszerkesztői tiltakozásul lemondtak. A Boston Review egyik szerkesztője azóta részletesen írt a Díazra vonatkozó vádak kivizsgálásáról és arról a döntésükről, hogy megtartják őt szépirodalmi szerkesztőként.
Egy kezdeti nyilatkozatot követően, amelyben azt írta, hogy „felelősséget vállalok a múltamért”, Díaz később tagadta, hogy helytelenül csókolózott volna Clemmonsszal; kijelentette, hogy „az emberek már a büntetés fázisára léptek”, és hogy kétli, hogy tagadásának eleinte hinni fognak. A Boston Globe később „fordulópontként” jellemezte az ügyet a Me Too mozgalomra adott nyilvános reakcióban, főként azért, mert Díaz kevésbé szembesült az intézményi visszahatásokkal, mint más prominens férfi személyiségek, akiket szexuális visszaéléssel vádoltak, és „a vádlói által előre jelzett #MeToo történetek áradata” nem valósult meg. Díaz nem sokkal a vádak nyilvánosságra kerülése után önként lemondott a Pulitzer-díj kuratóriumának elnöki tisztségéről. Egy független ügyvédi iroda öt hónapos felülvizsgálata után a testület bejelentette, hogy „nem talált olyan bizonyítékot, amely indokolná Diaz professzor eltávolítását”.

## Bibliográfia

### Regények
- The Brief Wondrous Life of Oscar Wao(wd). New York: Riverhead, 2007. ISBN 978-1-59448-958-7

### Novellagyűjtemények
- Drown(wd). New York: Riverhead, 1996. ISBN 978-1-57322-041-5
- This Is How You Lose Her(wd). New York: Riverhead, 2012. ISBN 978-1-59448-736-1

### Gyermekkönyvek
- Islandborn(wd) (with illustrations by Leo Espinosa). New York: Dial Press, 2018. ISBN 978-0735229860

### Esszék
- "Homecoming, with Turtle" (The New Yorker, June 14, 2004)
- "Summer Love, Overheated"[halott link] (GQ, April 2008)
- "One Year: Storyteller-in-Chief" (The New Yorker, January 20, 2010)
- "Apocalypse: What Disasters Reveal" (Boston Review(wd), May/June 2011)
- "MFA vs. POC" (The New Yorker, April 30, 2014)
- "The Silence: The Legacy of Childhood Trauma" (The New Yorker, April 16, 2018)

### Spekulatív irodalom
- "Monstro". Latinx(wd) Rising. The Ohio State University Press. 2020.[116]

### Magyarul megjelent
- Így veszíted el (This Is How You Lose Her) – Cor Leonis, Budapest, 2013 · ISBN 9789638957290 · Fordította: Bozai Ágota
- Oscar Wao rövid, de csodálatos élete (The Brief Wondrous Life of Oscar Wao) – Cor Leonis, Budapest, 2013 · ISBN 9789638957283 · Fordította: Pék Zoltán
- Fulladás (Drown) – Cor Leonis, Budapest, 2015 · ISBN 9789638973207 · Fordította: Pék Zoltán
- Szigetlakó (Islandborn) – Cor Leonis, Budapest, 2018 · ISBN 9786155893001 · Fordította: Pék Zoltán

## Díjai
- 2002: PEN/Malamud Award[117]
- 2008: Pulitzer Prize for Fiction for The Brief Wondrous Life of Oscar Wao[118]
- 2007: Salon Book Award(wd) for The Brief Wondrous Life of Oscar Wao]
- 2007: National Book Critics Circle Award(wd) for The Brief Wondrous Life of Oscar Wao[119]
- 2007: Center for Fiction First Novel Prize(wd) for The Brief Wondrous Life of Oscar Wao[120]
- 2007: Los Angeles Times Book Prize(wd) (Fiction) finalist for The Brief Wondrous Life of Oscar Wao[121]
- 2008: Fellow of the American Academy Rome Prize(wd)
- 2008: Dayton Literary Peace Prize(wd) (Fiction) for The Brief Wondrous Life of Oscar Wao[122]
- 2008: Anisfield-Wolf Book Award(wd) (Fiction) for The Brief Wondrous Life of Oscar Wao[123]
- 2009: International Dublin Literary Award(wd) shortlist for The Brief Wondrous Life of Oscar Wao
- 2011: The Nicolas Guillen Philosophical Literature Prize, Caribbean Philosophical Association(wd)
- 2012: MacArthur Fellowship(wd)
- 2012: National Book Award, finalist, This is How You Lose Her[124]
- 2012: Publishers Weekly(wd) Best Books, This is How You Lose Her[125]
- 2012: Kansas City Star(wd) Top 100 Books, This is How You Lose Her
- 2012: New York Times 100 Notable Books(wd), This Is How You Lose Her
- 2012: Goodreads Choice Awards(wd), Best Fiction, finalist, This is How You Lose Her[126]
- 2012: Story Prize(wd), finalist[127][128][129]
- 2013: Sunday Times EFG Private Bank Short Story Award(wd), winner, "Miss Lora" from This is How You Lose Her[130]
- 2013: Frank O'Connor International Short Story Award(wd) longlist for This is How You Lose Her
- 2013: Andrew Carnegie Medal for Excellence in Fiction(wd) finalist (Fiction) for This is How You Lose Her[131][132]
- 2013: Honorary Doctorate (Doctor of Letters), Brown University[133]
- 2013: Norman Mailer Prize(wd) (Distinguished Writing)[134][135]
- 2017: Inducted into the American Academy of Arts and Letters(wd)[71]

## További olvasnivalók
- The Ethos of Writing: Alexander Parsons Talks to Junot Díaz (2013. január 14.)
- Planas, Roque. „Junot Diaz Speaks Out After Insults to His Dominican-ness”, The Huffington Post, 2013. december 4.
- González, Christopher. Permissible narratives: the promise of Latino/a literature. Columbus, Ohio: The Ohio State University Press (2017). ISBN 978-0-8142-1350-6. OCLC 975447664

## Fordítás
- Ez a szócikk részben vagy egészben  a   Junot Díaz című angol Wikipédia-szócikk fordításán alapul.  Az eredeti cikk szerkesztőit annak laptörténete sorolja fel. Ez a jelzés csupán a megfogalmazás eredetét és a szerzői jogokat jelzi, nem szolgál a cikkben szereplő információk forrásmegjelöléseként.